# Scania OmniLink
Scania OmniLink er en bybusmodel fra Scania, som afløste Scania CN113 i 1998.
Modellen har hækmotor og baghjulstræk, og findes som solobus på 12, 13,7 og 14,6 meters længde og som ledbus på 18,75 meters længde.
Motoren er en dieselmotor på 9 liter med fem cylindre. Effekten går fra 169 kW (230 hk) til 236 kW (321 hk).
Modellen fik et facelift i 2006, hvor motorerne samtidig kom til at opfylde EEV-euronormen.
OmniLinks konkurrenter er hovedsageligt Jonckheere Transit, Renault Agora og Volvo B10BLE/B12BLE.